# Bürgerstiftung Bonn
Die gemeinnützige Bürgerstiftung Bonn führt Projekte in eigener Trägerschaft durch und fördert Projekte von anderen Trägern, die dem Stiftungszweck entsprechen. Jeder Bürger kann mit einer Zustiftung von mindestens 500 Euro stimmberechtigter Stifter werden.

## Geschichte
Die Bürgerstiftung Bonn wurde 2001 von der damals noch eigenständigen Sparkasse Bonn gegründet.

## Projekte

### Projekte in eigener Trägerschaft

#### Bonner Bildungsfonds
Der Bonner Bildungsfonds fördert 14 Grundschulen und 36 Kindergärten/Kitas aus allen Stadtbezirken mit dem Ziel, benachteiligte Kinder zu unterstützen. Die Schulen und Kindergärten/Kitas erhalten jeweils ein Jahresbudget zwischen 1.500 und 6.000 Euro. Der Bonner Bildungsfonds stellt insgesamt 151.000 Euro zur Verfügung. Die Bürgerstiftung Bonn wird dabei von sechs anderen Stiftungen, sieben Unternehmen, einem Verein und privaten Spendern unterstützt. Das Jugendamt der Stadt Bonn unterstützt beratend. Schirmherrin ist Renate Hendricks.

#### Offene Bücherschränke
Nachdem die Bürgerstiftung Bonn im November 2003 den ersten offenen Bücherschrank Deutschlands an der Poppelsdorfer Allee aufgestellt hatte, sind inzwischen 17 weitere Standorte hinzugekommen. Sie übernimmt dabei die Kosten des Schranks und die Installation, wenn interessierte Bürger einen Beitrag von 2.000 Euro leisten, der meist über Spendenaktionen gesammelt wird.

### Geförderte Projekte von anderen Trägern

#### Hilfe für Helfer
Aus dem Fond Hilfe für Helfer fördert die Bonner Bürgerstiftung Projekte, die zur Teilhabe von Flüchtlinge am gesellschaftlichen, sozialen und kulturellen Leben führen und der Vernetzung und Einbindung von Flüchtlingen in ihrer Nachbarschaft dienen.

## Finanzen
Die Stiftung konnte seit Gründung 20 Unterstiftungen gewinnen, die sie treuhänderisch verwaltet. Das anfängliche Stiftungsvermögen in Höhe von 250.000 Euro konnte inzwischen auf über 10 Mio. Euro erhöht werden.

## Publikationen
- Ihre Geschichten für den Bücherschrank, Zum 10. Geburtstag der Bürgerstiftung Bonn, 2011, 98 Seiten